# Schulensbroek

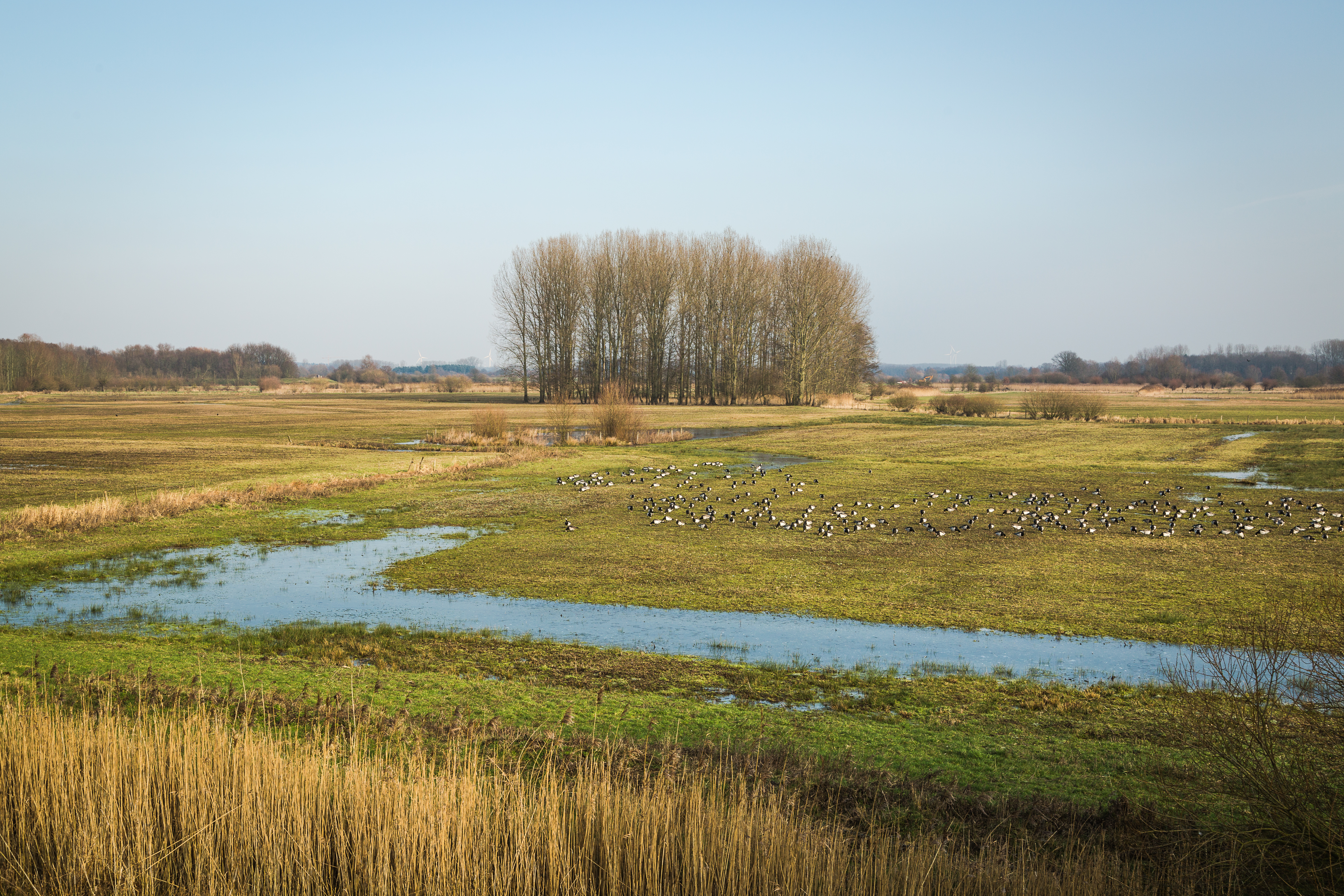

Het Schulensbroek is een natuurgebied ten noorden van Herk-de-Stad, ten westen van Schulen en ten zuiden van Linkhout. Het gebied meet ongeveer 200 ha. Het gebied is Europees beschermd als onderdeel van Natura 2000-gebied 'Demervallei' (BE2400014).

## Gebied
Het is vanouds een overstromingsgebied van de Demer. Het werd gebruikt als hooiland en was vruchtbaar, omdat het enkele maanden per jaar door de Demer overstroomd werd. In de jaren '70 van de 20e eeuw ontstond het Schulensmeer als waterberging. Een deel van het gebied is, samen met het meer, omdijkt en kan daardoor overstromen.
Tegenwoordig is het Schulensbroek een natuurgebied, beheerd door Natuurpunt. Ook nu nog zijn er gras- en hooilanden die als zodanig worden beheerd.

## Fauna en flora
Het gebied is rijk aan vogels. Er werden sinds 1992 reeds 250 soorten waargenomen, waaronder bruine kiekendief, visarend, grote zilverreiger en wilde zwaan. Op de gras- en hooilanden broeden weidevogels, zoals grutto, wulp, en scholekster. Ook zomertaling, kleine karekiet, roodborsttapuit en blauwborst treft men hier aan. Naast de vogels kunnen de waterspitsmuis en de grote modderkruiper worden genoemd. Laatstgenoemde zeldzame vis werd voor het eerst in 2013 waargenomen.
Het aantal plantensoorten bedraagt ongeveer 400. Hiertoe behoren onder meer: trosdravik, poelruit, grote ratelaar, kruipend moerasscherm, lidsteng en veldgerst.

## Toegankelijkheid
Ten noorden van de plas is een bezoekerscentrum, "'t Vloot" genaamd, waar informatie over het gebied wordt gegeven. In het gebied zijn vier gemarkeerde wandelingen uitgezet.